# Stuart Wurtzel
Pour les articles homonymes, voir Wurtzel.
Stuart Wurtzel (né le 9 août 1940) est un directeur artistique américain. Il a été nommé pour l'Oscar des meilleurs décors pour le film Hannah et ses sœurs.

## Biographie
Il a été nommé pour un Academy Award dans la catégorie Meilleure direction artistique pour le film Hannah and Her Sisters.

## Filmographie
- Hannah et ses sœurs (1986)